# Charles d'Albert d'Ailly
Charles d’Albert d’Ailly, duc de Chaulnes, né en 1625, mort le 4 septembre 1698, est un officier français, lieutenant général des armées du Roi en 1655, chevalier des ordres du Roi en 1661, gouverneur de Bretagne et pair de France.

## Biographie
Fils d'Honoré d'Albert d'Ailly, premier duc de Chaulnes, mort en 1649, et de Charlotte Eugénie d'Ailly, Charles d’Albert d’Ailly est issu de la maison d'Albert de Luynes. 
Né probablement à Amiens, il reçoit le baptême en l'église Saint-Rémy de cette ville le 15 juin 1625. Il a comme parrain le duc de Buckingham, comme marraine la reine Henriette d'Angleterre.

Après son père, puis son frère aîné, il devient en 1653 le troisième duc de Chaulnes,. Il est aussi vidame d'Amiens, baron de Picquigny, seigneur de Raineval et de nombreuses autres terres.

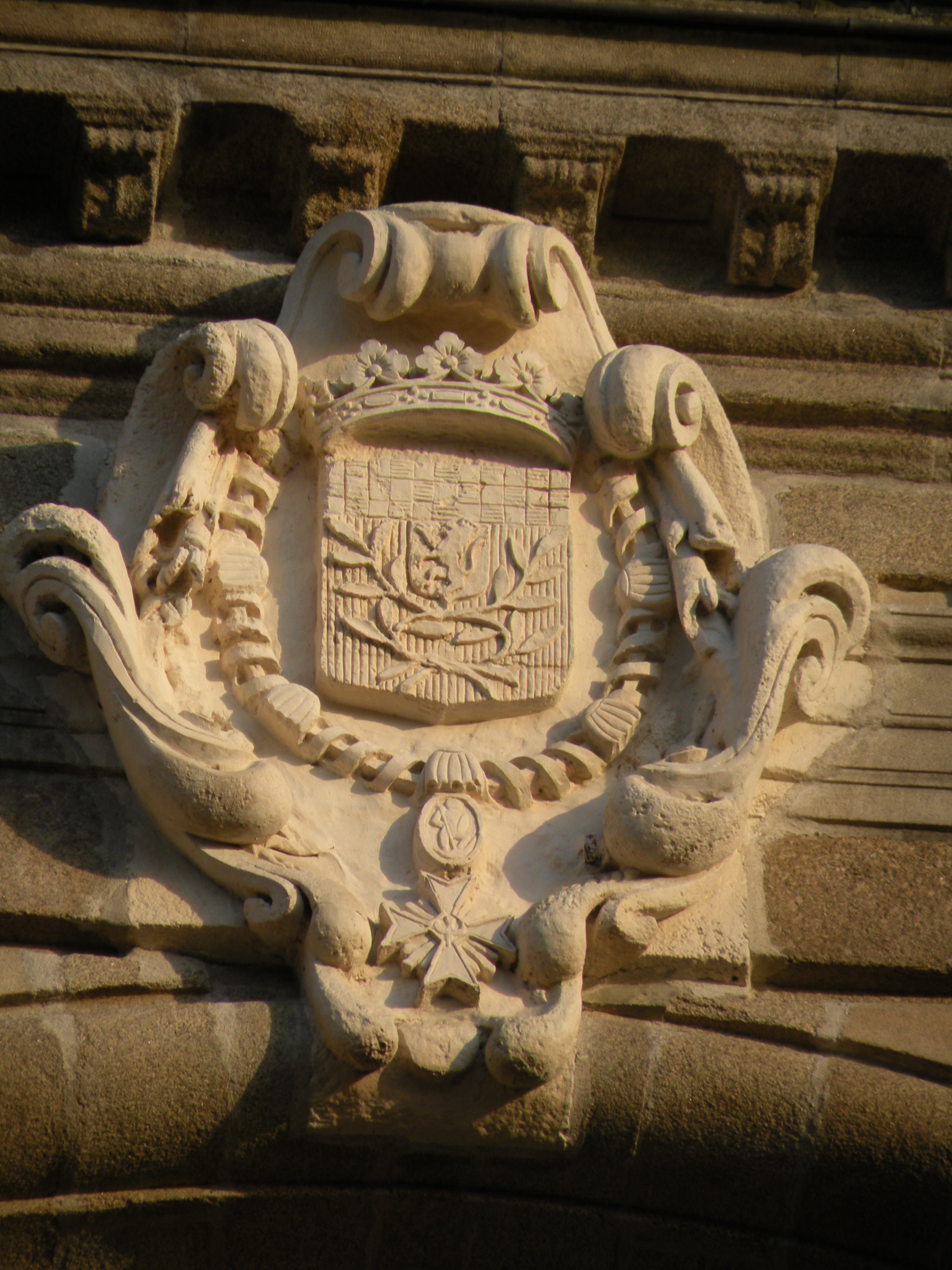
Blason du duc de Chaulnes, gouverneur de Bretagne de 1670 à 1695, sur la façade de la cathédrale Saint-Pierre de Rennes.

Il est lieutenant de la compagnie des chevau-légers de la garde du roi en 1664, ambassadeur à Rome pour l'élection du pape Clément IX en 1667, gouverneur de Bretagne en 1670. Il retourne à Rome la même année pour l'élection du pape Clément X. Il est envoyé comme ministre plénipotentiaire du roi à Cologne en 1675.
Nommé en 1670 commandant en chef pour le Roi en Bretagne, il ne peut endiguer la révolte du papier timbré et des bonnets rouges, en 1675. Il demande l'intervention des armées du roi et la punition des factieux. La répression brutale et indistincte qu'il exerce lui inspire ce mot : "Les arbres commencent à se pencher sur les grands chemins du poids qu'on leur donne".  La violence meurtrière des troupes se comportant comme en territoire ennemi lui aliène ses derniers alliés nobles bretons et lui vaut les surnoms, donnés publiquement par le petit peuple, de "duc damné" et de « gros cochon », hoch lart.
Doté d'un grand appétit, il arborait une bedaine opulente et un visage rubicond. Saint Simon fait de lui ce portrait  : « Sous la corpulence, l'épaisseur, la pesanteur, la physionomie d'un bœuf, l'esprit le plus délié, le plus délicat, le plus adroit à prendre et à pousser ses avantages avec tout l'agrément et la finesse possible… ».
Le parlement de Bretagne enregistre le 18 janvier 1685 l'ordonnance royale subrogeant à l'amiral de France les prérogatives et responsabilités du commandant en chef du Roi en Bretagne, touchant la Marine des côtes de la province de Bretagne. 
Il commande en Bretagne, lorsqu'il est nommé, pour la troisième fois, ambassadeur à Rome en 1689, à l'occasion de l'élection du pape Alexandre VIII.
Après 25 années passées à tenir le gouvernement de Bretagne, au prix d'importantes dépenses payées sur ses revenus personnels, il est contraint de s'en démettre en 1695, en faveur du comte de Toulouse, l'un des fils issus de l'union entre Louis XIV et Madame de Montespan, alors âgé de 17 ans. En guise de dédommagement, il obtient le gouvernement de Guyenne, qu'il conserve jusqu'à sa mort. 
Il meurt le 4 septembre 1698 à Paris, en son hôtel, Place royale, paroisse Saint Paul, aujourd'hui 9 place des Vosges. 
A la fin des années 1670, il fait construire l'aile droite dans la cour de l'hôtel de Chaulnes, par l'architecte Jules Hardouin-Mansart, qu'il emploie aussi à une rénovation du château de Chaulnes. Sa mère fait reconstruire le château de Magny par le même architecte. 
Il avait aussi fait construire une folie rue de Bercy avec des jardins aménagés par Le Nôtre.
Sans enfant, il est inhumé dans la collégiale Saint Martin de Picquigny, ainsi que le sera après lui son épouse . 

### Mariage
En avril 1655, le duc de Chaulnes épouse Elisabeth Le Féron, veuve de Jacques de Stuer de Caussade, marquis de Saint Maigrin. 
Morte à Paris le 6 janvier 1699, elle était la fille et unique héritière de Dreux Le Féron, chevalier, seigneur de Savigny, Lormoi, conseiller au Parlement de Paris, et de Barbe Servien de Montigny.
Le duc et la duchesse de Chaulnes furent proches amis avec la marquise de Sévigné, qui relate dans sa correspondance ses séjours à Picquigny, dont un pavillon du château porte son nom, et à Chaulnes.

### Succession
Les importantes dépenses engendrées par le gouvernement de Bretagne conduisirent le duc de Chaulnes à vendre de son vivant, en 1684, la seigneurie de Raineval au marquis de Ruvigny. Après sa mort, l'hôtel de Chaulnes est vendu en 1701 à la famille de Nicolay. 
La terre et le château de Magny, reconstruit par sa mère en 1671-1674, sont vendus en 1699 à Louis de Guiscard, dont ils prendront ensuite le nom.
Les domaines de Chaulnes et de Picquigny, avec le vidamé d'Amiens, restent dans la famille. Il est toutefois le dernier descendant des d'Ailly et des Picquigny à en être titulaire. Éteint à sa mort, le titre de duc de Chaulnes est recréé en 1711 en faveur d'un de ses parents, le petit-fils de son cousin-germain  Louis Charles d'Albert, duc de Luynes : Louis Auguste d'Albert de Luynes, qui prend le nom d'Albert d'Ailly.

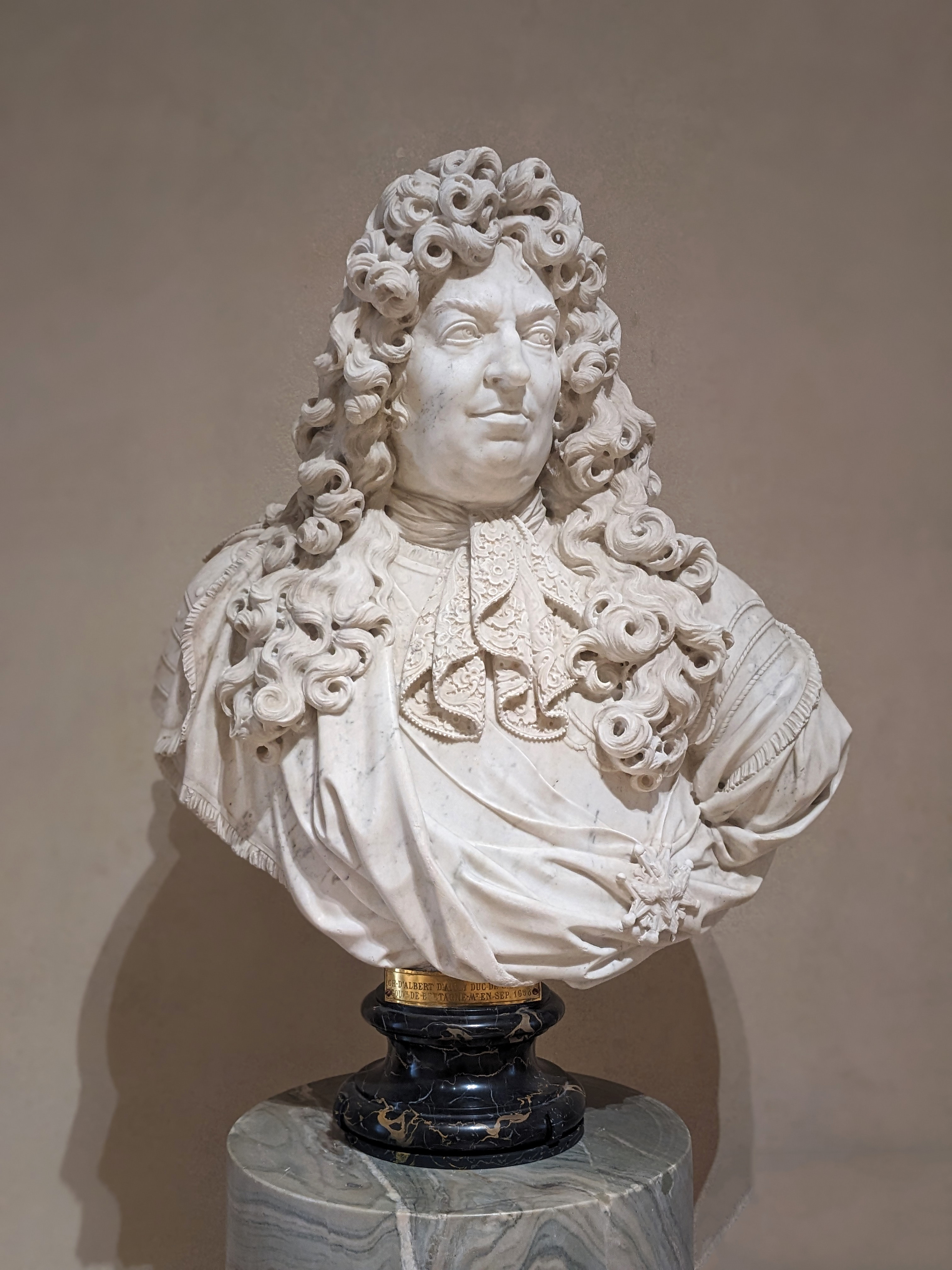
Charles d'Albert d'Ailly, duc de Chaulnes - Buste par Coysevox (Musée du Louvre).

### Effigies
Le portrait du troisième duc de Chaulnes a été gravé en 1676 par Robert Nanteuil. Image ci-dessus.
Après avoir été identifié, pendant un temps, avec un autre buste conservé au musée de Picardie, à Amiens,, 
son buste, sculpté dans le marbre entre 1686 et 1693 par Coysevox, est, depuis 2017, au musée du Louvre .
Il apparaît sur le bas relief en bronze de Coysevox représentant la Bretagne offrant à Louis XIV sa statue équestre par le sculpteur pour la place du Parlement de Bretagne, bas relief qui se trouvait au niveau du piédestal de la statue, et actuellement exposé au musée des beaux arts de Rennes.

### Distinction
- Chevalier des ordres du Roi (1661)

## Pour approfondir

### Sources
- Louis-Gabriel Michaud, Biographie universelle ancienne et moderne, tome 8 - Paris, 1843.
- Christophe Levantal, Ducs et Pairs et Duchés-Pairies laïques à l'époque moderne (1519-1790), 1996, Paris, Maisonneuve & Larose, p. 511-519.  (ISBN 2-7068-1219-2).